# Фракійське море

Фракійське море на мапі Егейського моря

40°22′ пн. ш. 25°10′ сх. д. / 40.367° пн. ш. 25.167° сх. д.
Фракійське море (грец. Θρακικό Πέλαγος; тур. Trakya Denizi) — море на півночі Егейського моря між півостровами Халкідіки та Галліполі. З півдня обмежене островом Лемнос. Омиває грецькі області Македонія та Фракія, а також північний захід Туреччини.
Вся територія моря лежить на північ від 40 паралелі. Довгота зі сходу на захід — відповідно 23° та 25,8° східної довготи, від затоки Стримонікос на сході до півострова Галліполі на заході; з півночі на південь — відповідно 40,25° та 41° північної довготи, від північного кордону протоки Дарданелли до кордону між номами Ксанті і Родопі.
До моря впадають річки Нестос та Мариця. Відомі термальні джерела Лутра-Елефтерон у Кавалі.

## Острови
Греція
- Лемнос
- Тасос
- Самотракі

Туреччина
- Імброс

## Порти
Греція
- Амфіполіс
- Кавала
- Александруполіс
- Тасос
- Самотракі

Туреччина
- Тенедос

## Клімат
Акваторія моря лежить в середземноморській області північного субтропічного кліматичного поясу. Влітку переважають тропічні повітряні маси, взимку — помірні. Значні сезонні амплітуди температури повітря і розподілу атмосферних опадів. Влітку жарко, ясна і тиха погода; взимку відносно тепло, похмура вітряна погода і дощить.

## Біологія
Акваторія моря належить до морського екорегіону Егейське море бореальної північноатлантичної зоогеографічної провінції. У Зоогеографічно донна фауна континентального шельфу й острівних мілин до глибини 200 м належить до середземноморської провінції, перехідної зони між бореальною та субтропічною зонами.